# Edmund Gunter
Pour les articles homonymes, voir Gunter.
Edmund Gunter (1581 - 10 décembre 1626) est un mathématicien anglais d'origine galloise né dans le Hertfordshire en 1581.
Il fréquenta la Westminster School et en 1599 fut admis comme étudiant à Christ Church à Oxford. Il rentra dans les ordres, devint prédicateur en 1614 et acquit le niveau de bachelor in divinity en 1615. Toutefois les mathématiques, qui avaient été son sujet d'étude favori pendant sa jeunesse, continuaient à capter son attention et le 6 mars 1619, il fut nommé professeur d’astronomie au Gresham College de Londres. Il conserva ce poste jusqu’à sa mort.
Plusieurs inventions utiles sont associées au nom de Gunter. Il en donne les descriptions dans ses traités sur le secteur, l’équerre d’arpenteur, le quadrant et d’autres instruments. Il inventa son secteur vers 1606 et en écrivit une description en latin mais ce n’est que plus de seize ans plus tard qu’il autorisa la publication d’une version en anglais. En 1620 il publia le Canon triangulorum.
Il existe des raisons qui permettent de penser que Gunter fut le premier à découvrir — en 1622 ou 1625 — qu’une aiguille magnétique ne conserve pas la même déclinaison en tout lieu et en tout temps. Sur la demande de Jacques Ier d’Angleterre, il publia en 1624 The Description and Use of His Majesties Dials in Whitehall Garden, seul de ses ouvrages a ne pas avoir été réimprimé. Il introduisit les termes « cosinus » et « cotangente » et il suggéra à Henry Briggs, son ami et collègue, l’utilisation du complément arithmétique (v. Briggs Arithmetica Logarithmica, cap. xv.).
Voici une brève présentation de ses inventions pratiques :

## Chaine de Gunter
L’intérêt que portait Gunter à la trigonométrie le conduisit à développer une méthode de lever topographique utilisant la triangulation. À partir de mesures des longueurs séparant des points topographiques, comme les coins d’un champ, on dresse la carte ou on calcule des aires grâce à la triangulation. On utilisait, habituellement, pour ce faire une chaine de 22 yards portant des indications de sous multiples, chaine dite de Gunter.
La longueur de la chaine utilisée entraina la création d'une unité de mesure de longueur de 22 yards nommée chaine que l’on utilisait encore dans les pays utilisant le système impérial d’unités jusque vers 1970.

## Ligne de Gunter

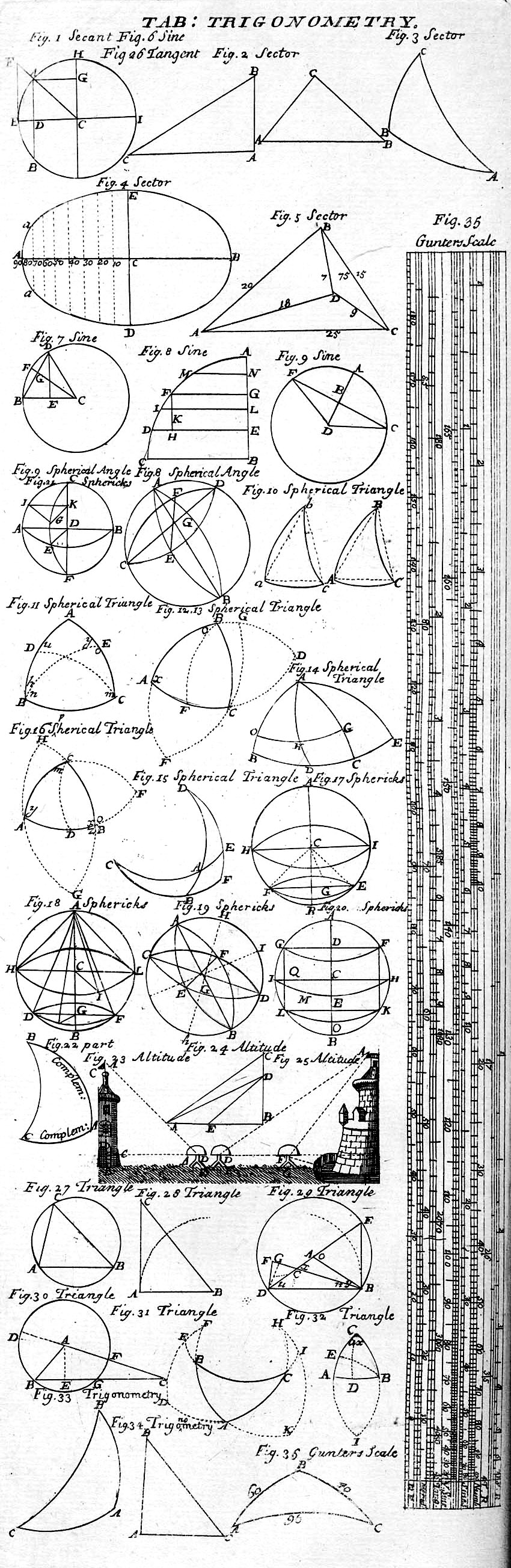
Table de trigonométrie, extrait de la Cyclopaedia de 1728, volume 2 présentant une échelle de Gunter.

Une ligne logarithmique habituellement placée sur des échelles, des secteurs, etc. Il s’agit d’un axe gradué logarithmiquement qui permet de calculer graphiquement comme on le fait avec les logarithmes.

## Quadrant de Gunter
Le quadrant ou quart-de-cercle est un instrument fait de bois, laiton ou autre matière, contenant une sorte de projection stéréographique de la sphère sur le plan de l’équinoxe en supposant l’œil placé à l’un des pôles de telle sorte que les tropiques, l’écliptique et l’horizon forment des arcs de cercles. Les arcs des heures forment d’autres courbes tracées à partir des altitudes du soleil le long de l’année pour une latitude donnée. On utilise cet instrument pour déterminer l’heure, l’azimut du soleil… ainsi que d’autres données communes dans les problèmes liés à la sphère. On l’utilise également pour prendre l’altitude d’un objet en degrés.

## Échelle de Gunter
Il s’agit d’une planche d’environ 600 mm sur 40 sur laquelle sont gravés divers axes. Sur l’une des faces sont tracés les axes naturels — ligne des cordes, des sinus, des tangentes, des loxodromies… — et sur l’autre face les lignes « artificielles » c.-à-d. logarithmiques correspondantes. On résout, à l'aide de cet instrument et d’un compas, des problèmes de navigation, de trigonométrie, notamment les calculs liés à la loi des sinus.

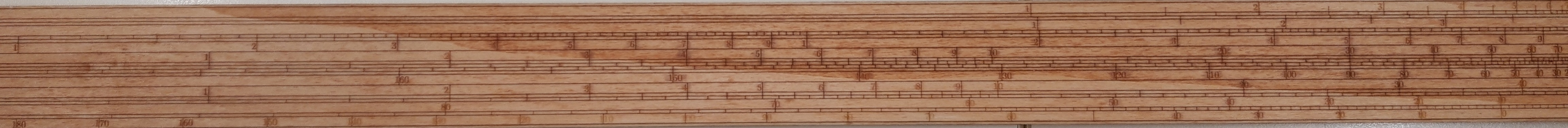
Face d'une règle de Gunter.

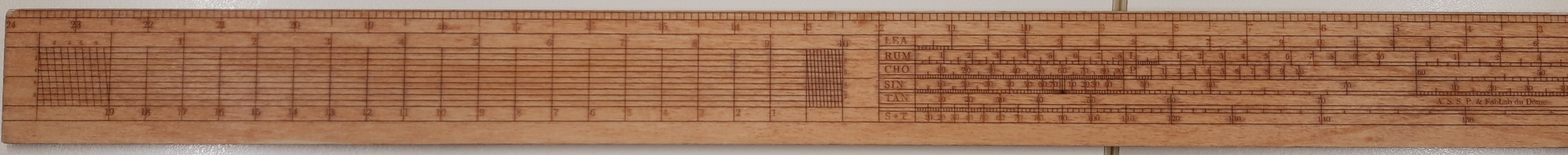
Seconde face d'une règle de Gunter.